# Brachycoryna montana
Brachycoryna montana är en skalbaggsart som först beskrevs av Horn 1883.  Brachycoryna montana ingår i släktet Brachycoryna och familjen bladbaggar. Inga underarter finns listade i Catalogue of Life.